# Mark Morrison (hockeista su ghiaccio 1963)
Mark Morrison (Delta, 11 marzo 1963) è un allenatore di hockey su ghiaccio ed ex hockeista su ghiaccio canadese naturalizzato britannico.
È fratello minore di Doug e cognato di Garth Butcher, entrambi giocatori di hockey su ghiaccio professionisti.

## Carriera

### Giocatore
Fu scelto dai New York Rangers nell'NHL Entry Draft 1981 al terzo giro quando militava in Western Hockey League coi Victoria Coguars. In NHL ha disputato in totale 10 incontri. Dopo alcune stagioni tra Central Hockey League (Tulsa Oilers) e American Hockey League (Nova Scotia Oilers e New Haven Nighthawks), si trasferì in Europa dove giocò il resto della sua carriera.
Si divise tra i campionati italiano (HC Merano, nelle stagioni 1985-86, 1988-89 in massima serie, e poi dal 1991 al 1993 in A2; HC Devils Milano dal 1989 al 1991), svizzero (HC Fribourg-Gottéron nel 1986-87 e EHC Biel nel 1987-88) e britannico (dal 1993 al 2005 giocò con i Fife Flyers, dove fu anche allenatore-giocatore, nel 2005-06 ai Belfast Giants).

### Allenatore
Dopo il ritiro, nel 2006-07 ha cominciato ad allenare i Victoria Salmon Kings in ECHL, dapprima come allenatore in seconda, poi come capo allenatore fin da metà della prima stagione. A partire dalla seconda stagione è stato anche general manager della squadra.
Dal 2011 al 2015 è stato assistente allenatore dei St. John's IceCaps, franchigia della American Hockey League, per seguire poi la squadra quando la franchigia fu spostata a Winnipeg ritornando a chiamarsi Manitoba Moose.
Nell'estate del 2017 è stato nominato assistente allenatore degli Anaheim Ducks, per la sua prima esperienza su una panchina della NHL.

## Palmarès

### Club
- Adams Cup: 1

Tulsa: 1983-1984
- Campionato italiano: 1

Merano: 1985-1986
- British National League: 2

Fife: 1999-2000, 2003-2004
- Elite Ice Hockey League: 1

Belfast: 2005-2006

### Nazionale
- Campionato del mondo di hockey su ghiaccio Under-20: 1

 1982

### Individuale
- 1 Capocannoniere del campionato italiano: 1986, HC Merano
- 1 Allenatore dell'Anno: 2004, Fife Flyers